# Mount Lowe
Mount Lowe ist ein Berg mit Doppelgipfel im ostantarktischen Coatsland. Er ragt 990 m (nach Angaben des UK Antarctic Place-Names Committee 910 m) hoch an der Südflanke des Mündungsgebiets des Blaiklock-Gletschers in den Otter Highlands im Westteil der Shackleton Range auf.
Kartiert wurde er 1957 von Teilnehmern der Commonwealth Trans-Antarctic Expedition (1955–1958) unter der Leitung des britischen Polarforschers Vivian Fuchs. Benannt ist er nach dem neuseeländischen Bergsteiger George Lowe (1924–2013), der als Fotograf Mitglied derjenigen Mannschaft bei dieser Expedition war, der die erstmalige Durchquerung des antarktischen Kontinents auf dem Landweg gelang.